# Vernon (Wisconsin)
Pour les articles homonymes, voir Vernon.
Vernon est un village du comté de Waukesha, dans l'État du Wisconsin, aux États-Unis. En 2020, il comptait une population de 7 474 habitants.